# Villa Tugendhat
Villa Tugendhat in Brno (Tsjechië) wordt beschouwd als een meesterwerk van modernistische architectuur van de hand van de Duitse architect Ludwig Mies van der Rohe. De villa werd in 1930 gebouwd in opdracht van Fritz en Greta Tugendhat en is een klassiek voorbeeld van functionalisme.
In 1992 was de villa de plaats voor de onderhandelingen die leidden naar de opsplitsing van Tsjecho-Slowakije in Tsjechië en Slowakije.
Sinds 1994 is de villa als museum toegankelijk.

## Foto's

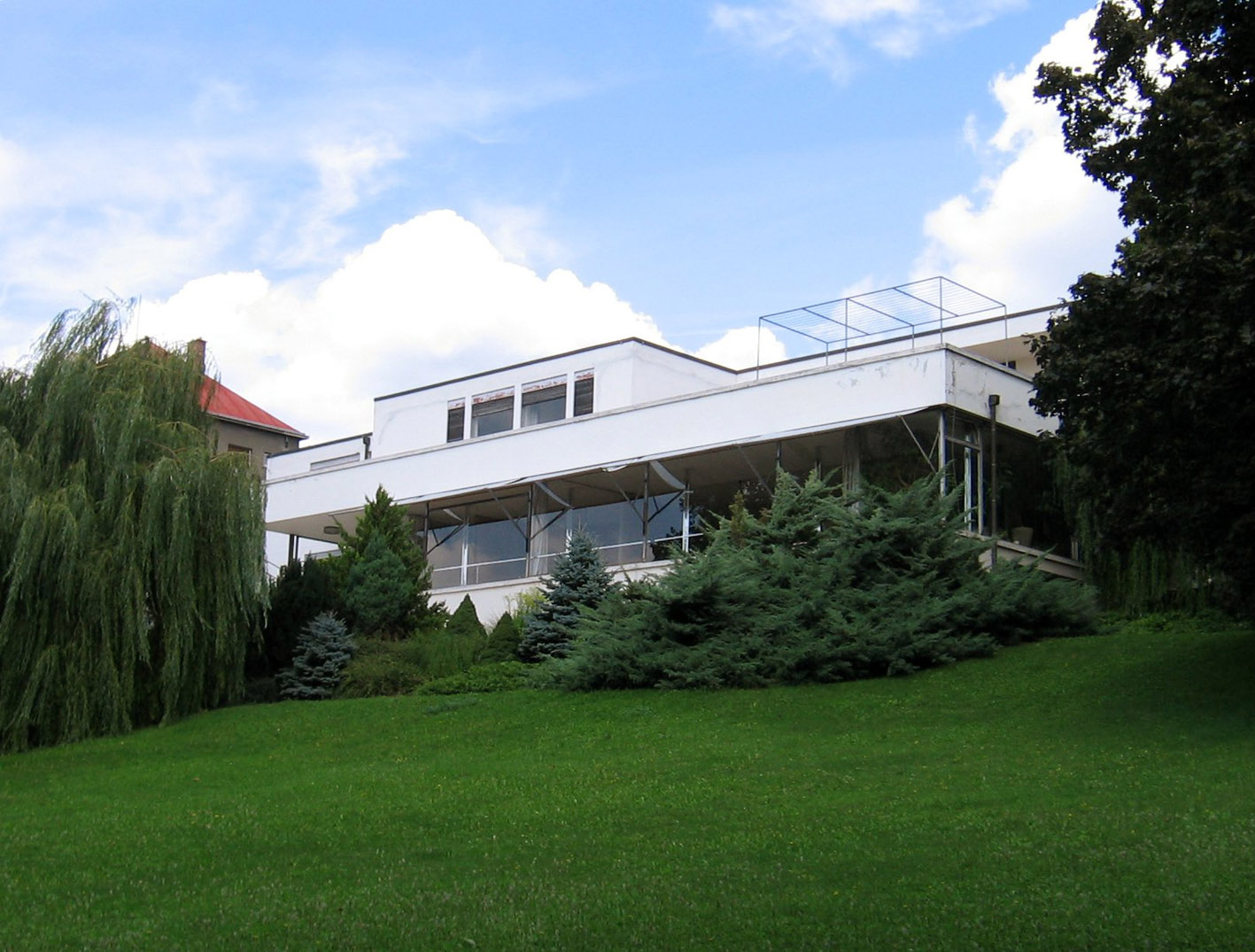
Villa Tugendhat
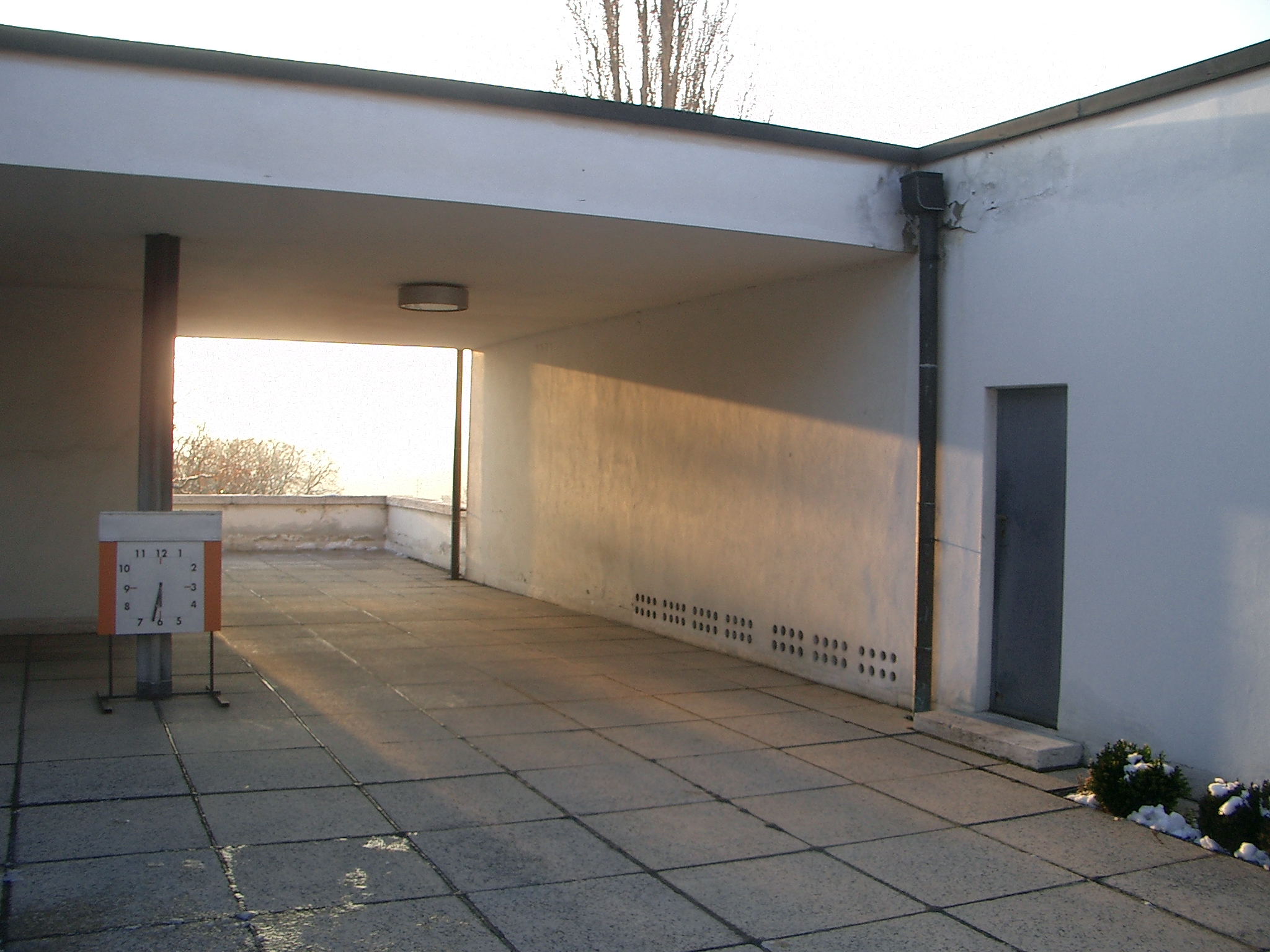
Villa Tugendhat, ingang gezien vanaf straatzijde.
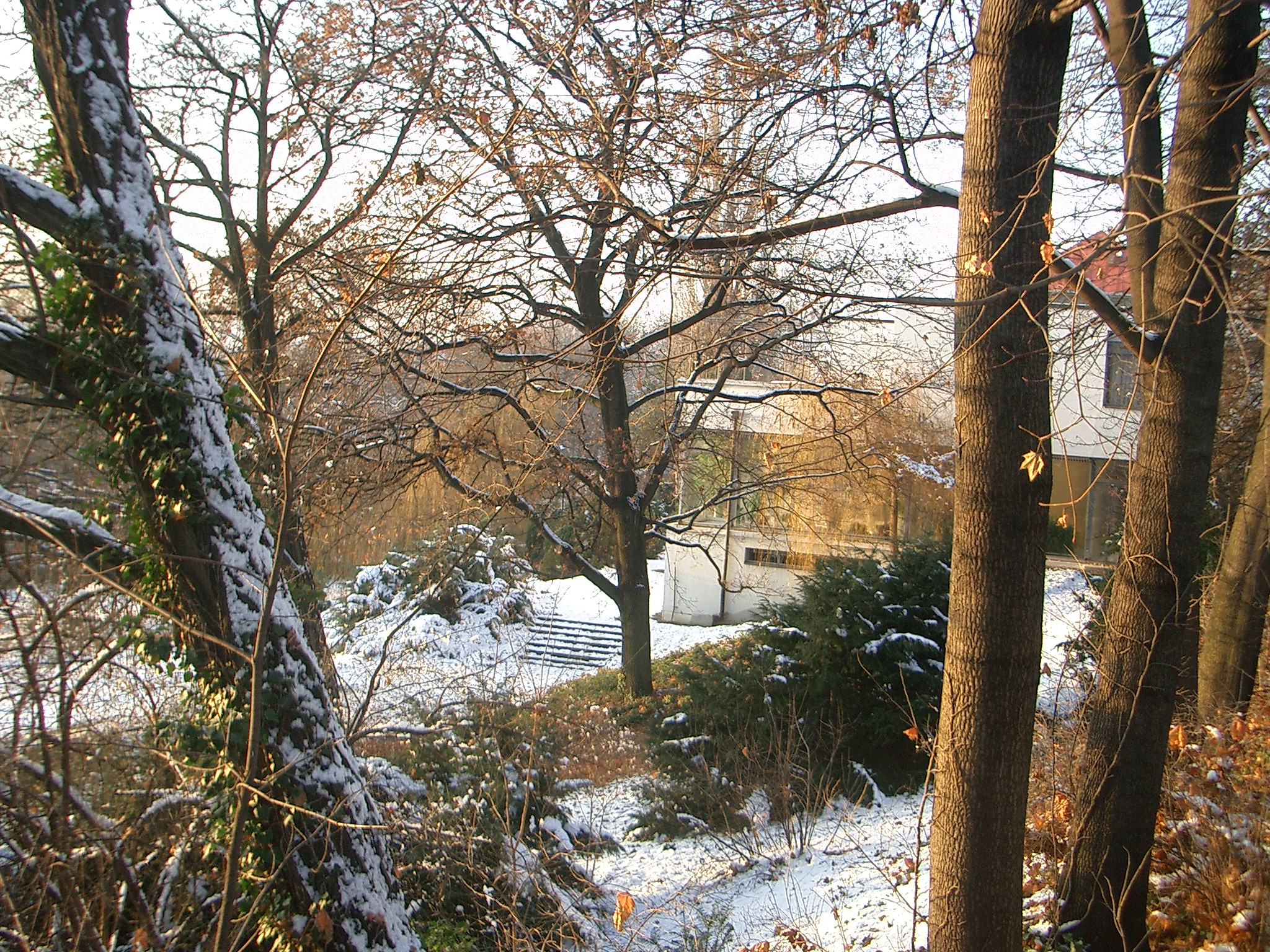
Villa Tugendhat, zicht links vanaf de straat
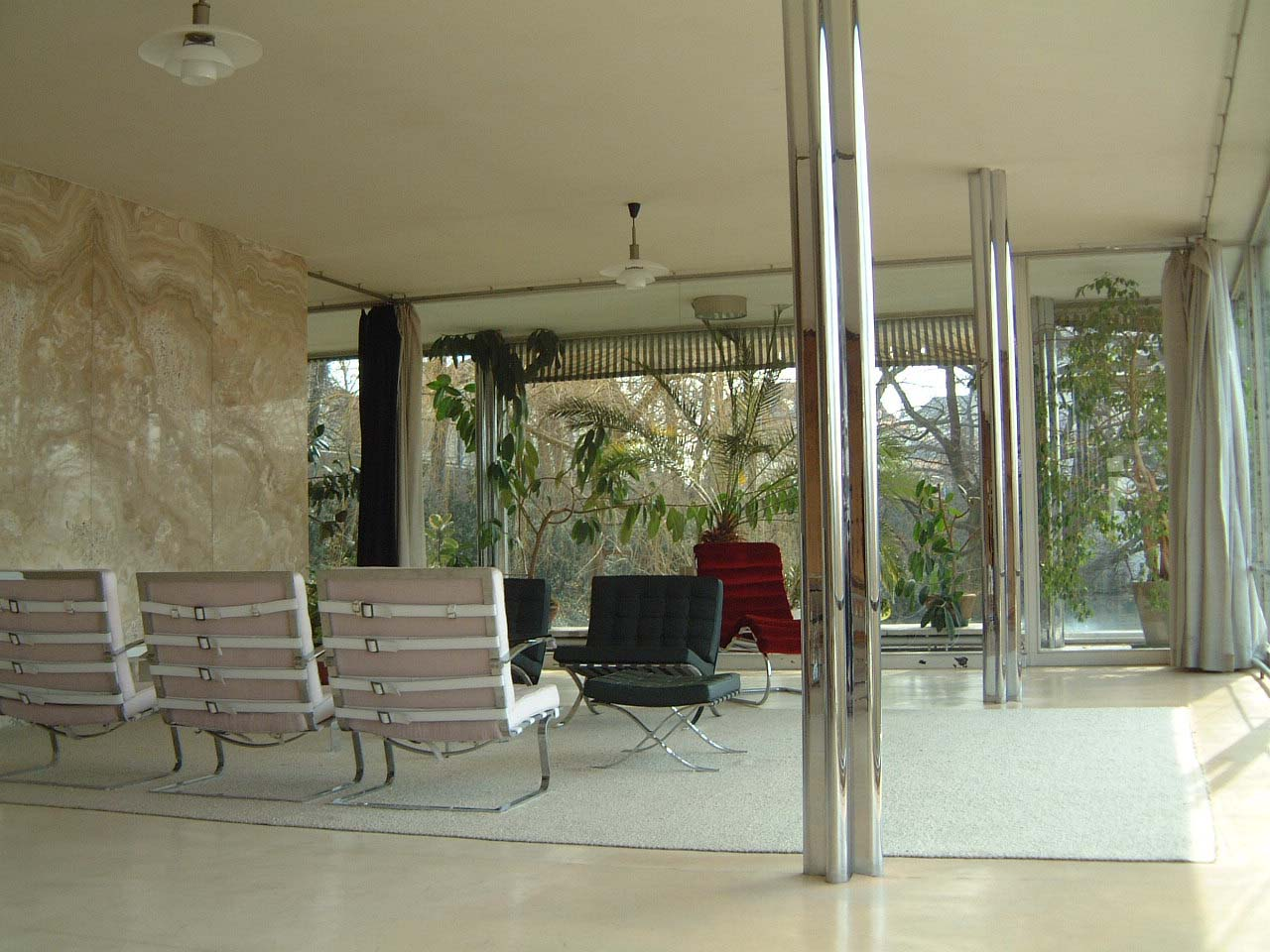
Zitkamer